# Wolfpack de Toronto
Maillots
Le Wolfpack de Toronto (en anglais : Toronto Wolfpack) est un club professionnel canadien de rugby à XIII basé à Toronto. Franchise créée dans l'objectif d'intégrer la Super League, Toronto parvient à remporter lors de sa première saison le troisième échelon la League 1 puis à deux reprises le second échelon le Championship en 2018 et 2019 pour enfin intégrer la Super League grâce à une victoire contre Featherstone en match de barrage d'accession.
Il s'agit de la première franchise canadienne à accéder à ce niveau. L'arrivée , au sein de l'effectif canadien, de la star du rugby Sonny Bill Williams en 2019, entraine une plus grande exposition médiatique de ce club. En 2020, le club se retire du championnat de Super League en raison des difficultés financières et des contraintes de transport liées à la pandémie COVID-19, annonçant en fin d'année que le club ne prend pas part à une compétition en 2021.

## Palmarès
| Championship                   | League 1               | Challenge Cup                                         |
| ------------------------------ | ---------------------- | ----------------------------------------------------- |
| - Champion (2) : 2018 et 2019. | - Champion (1) : 2017. | - Meilleure performance : Huitième de finale en 2018. |

## Histoire

### Création de la franchise
En 2014, la Rugby Football League reçoit une demande d'un consortium canadien basé à Toronto et dirigé par Eric Perez la possibilité de participer au troisième échelon du championnat de rugby à XIII d'Angleterre à la suite d'un refus d'intégrer la Super League directement,. Le 27 avril 2016, une conférence de presse détaille les contours de ce projet qui permet à ce club de devenir le premier club professionnel de rugby à XIII au Canada.
En raison de l'attractivité du marché canadien et d'expansion du rugby à XIII, la Rugby Football League donne son avis favorable à l'intégration de ce club. Pour permettre la bonne tenue du championnat malgré l'éloignement géographique de Toronto du continent européen, le Wolfpack de Toronto effectue des séries de quatre matchs à domicile puis de quatre matchs à l'extérieur. Par ailleurs, tous les frais liés au trajet des équipes adverses sont couvertes par le club,.

### Débuts en League 1 en 2017
La première saison de Toronto est une réussite sportive puisque le club est invaincu lors de la saison régulière en remportant ses quinze matchs. En Super 8, il s'incline à une reprise contre York 16-26 puis est tenu en échec par Keighley 26-26, toutefois cela n'empêche pas Toronto de finir la saison premier et vainqueur de ce championnat. Cela lui permet d'accéder à la division supérieure en intégrant le Championship. Il est également un succès populaire puisque 8 456 spectateurs assistaient à l'ultime rencontre de la saison de Toronto contre Doncaster au stade Lamport.

### Premier match officiel face à une équipe non-britannique en 2018
L'équipe de Toronto présente une particularité historique ; il s'agit de la première équipe de club non-européenne à rencontrer une équipe de rugby à XIII non britannique dans le cadre d'une compétition officielle .
Elle dispute en effet un match aller de championnat face au Toulouse Olympique XIII , dans le cadre de la saison 2018 du « Championship », à Blagnac, au stade Ernest Argèlès, le lundi 2 avril 2018.
Le match étant retransmis à la télévision sur les chaines Beinsport en France et sur « Premier Sports » au Royaume Uni et au Canada .

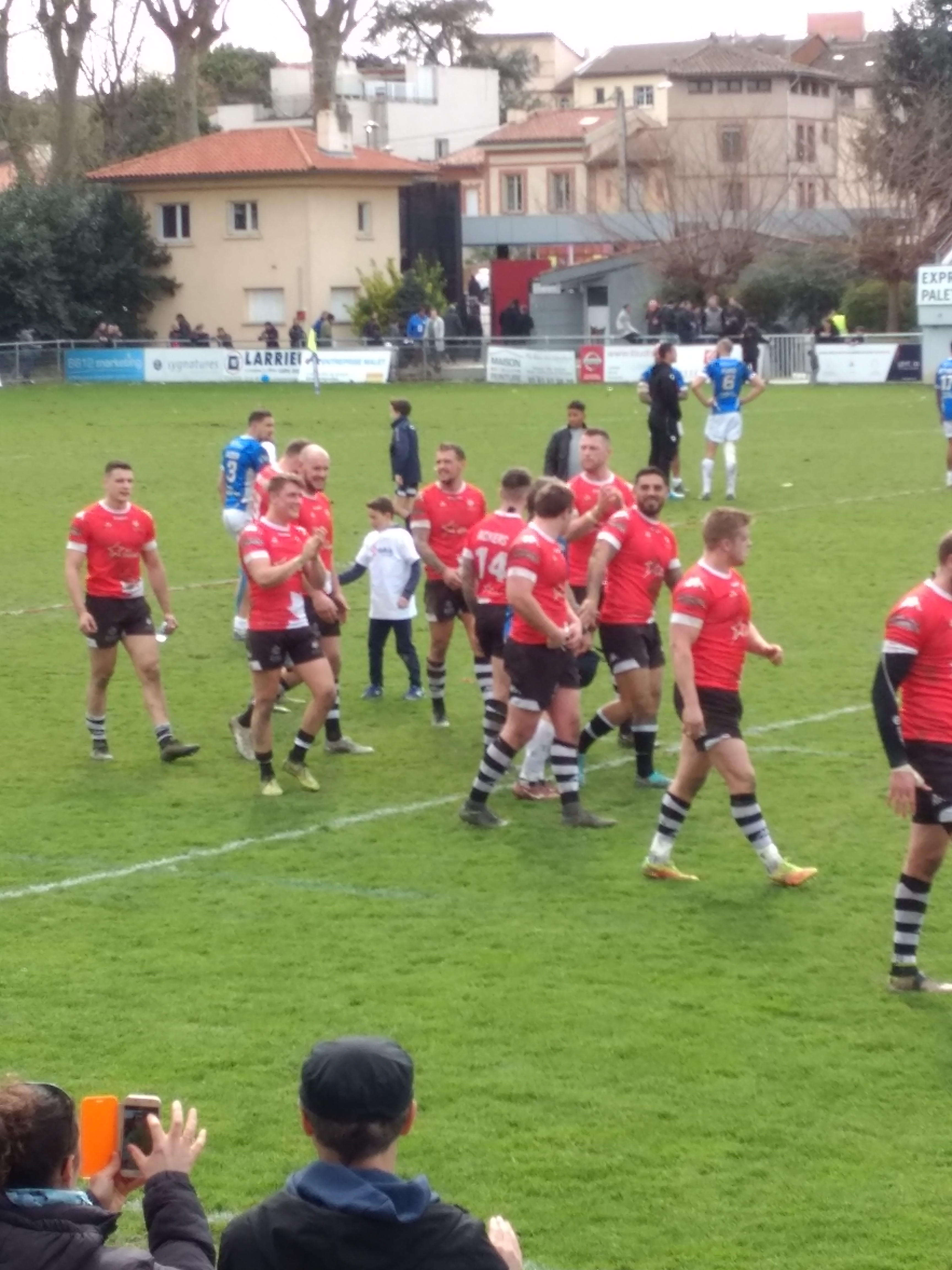
Le Wolfpack de Toronto célèbre sa victoire sur Toulouse.

Le match tourne à l'avantage des visiteurs canadiens, qui malgré un sursaut du Toulouse Olympique à la fin de la partie, remporte la victoire par 24 à 22. La Dépêche du Midi indiquera même que le Toulouse Olympique a été « victime de la tactique du désordre », soulignant ainsi que les Canadiens ont su faire déjouer les locaux en les désorganisant un maximum . Le quotidien régional soulignera d'autres éléments significatifs, comme le fait que les supporters étaient en nombre (3 000 spectateurs au moins), et peut être malicieusement, que sur la feuille de match l'effectif de Toronto comprenait 17 joueurs dont un néo-zélandais, dix anglais, six australiens...et aucun canadien .
Le match retour aura lieu quant à lui au St James Park de Newcastle dans le cadre du « Magic Weekend »  du 19-20 mai 2018, le club canadien y ayant délocalisé deux de ses matchs extérieurs .
Ce match, spectaculaire et disputé, 13 essais ayant été marqués, est finalement remporté par les Torontois 43 à 30. Toutefois des erreurs d'arbitrage ont bénéficié aux Canadiens. Malgré cela, l'entraineur du Toulouse Olympique reconnaitra la valeur de la « meute » puisqu'il  déclare : «Il y a certes ces erreurs d'arbitrage, mais nous n'étions pas armés pour faire face à cette équipe, digne d'un club de Super League, aujourd'hui. Je suis néanmoins très fier de l'attitude des garçons et nous allons nous servir de ce match pour repartir de l'avant.».

### Échec aux portes de la Superleague en 2018
Malgré un excellent parcours en 2018 dans le Championship, la « Meute »  échoue aux portes de la promotion en Superleague, permettant à l'équipe londonienne des Broncos d’accéder au plus haut niveau.

### 2019 - Montée en Super League
Titulaires : Gareth O'Brien - Liam Kay, Chase Stanley, Ricky Leutele, Matthew Russell - Joe Mellor, Josh McCrone - Anthony Mullally, Andy Ackers, Ashton Sims, Andrew Dixon, Bodene Thompson, Jon Wilkin
Remplaçants : Blake Wallace, Darcy Lussick, Tom Olbison, Gadwin Springer
Le club, comme celui de Toulouse, n'est pas admis à disputer la compétition en 2019. En effet, craignant que le bon parcours de l'équipe génère un manque à gagner en billetterie, la RFL lui demande, comme aux clubs de Toulouse et des Dragons Catalans, la somme de 750 000 £ pour participer à l'édition de 2019. Le club choisit de ne pas régler la somme comme le décide également Toulouse. Cette somme représentant des frais importants en sus de ceux importants que le club doit dépenser en termes de logistique. En Championship, Toronto survole la saison régulière en s'imposant vingt-six fois sur vingt-sept rencontres, l'unique défaite se déroule contre Toulouse 16-46 le 10 mars 2019 au Stade Ernest-Wallon de Toulouse, antre du club de rugby à XV le Stade toulousain, devant 6 103 spectateurs. Qualifié pour la phase finale, Toronto  remporte la demi-finale contre Toulouse 40-24 puis s'impose en finale contre l'inattendue Featherstone 24-6 après avoir été mené 4-6 à la mi-temps. L'Anglais Gareth O'Brien est désigné meilleur joueur de Championship.
Pour leur entrée en Super League, Toronto créé la sensation en recrutant en novembre 2019 le double champion du monde de rugby à XV néo-zélandais Sonny Bill Williams, anciennement treiziste en National Rugby League. Cette signature permet au joueur de devenir le joueur de rugby tout code confondu le mieux payé du monde.

### 2020 - Covid 19 et forfait en Super League
Le Wolfpack de Toronto est promu en Super League devenant ainsi la toute première équipe nord-américaine à participer à cette division.
La première saison de la Super League du Wolfpack de Toronto débutera le 30 janvier et se disputera sur 29 tours comprenant 14 matchs à domicile et 14 à l'extérieur pour chaque équipe, en plus du Magic Weekend qui se tiendra à Newcastle les 23 et 24 mai.
Néanmoins, la crise liée au Covid 19 entraine un véritable coup d'arrêt du club : celui est obligé d'abandonner officiellement la compétition invoquant des « défis financiers écrasants ». Il décide également de renoncer à sa participation à la Challenge Cup, Coupe d'Angleterre de rugby à XIII.

## Personnalités historiques du club

### Entraîneurs
| Rang | Nom         | Période   |
| ---- | ----------- | --------- |
| 1    | Paul Rowley | 2017-2018 |

| Rang | Nom             | Période |
| ---- | --------------- | ------- |
| 2    | Brian McDermott | 2019-   |

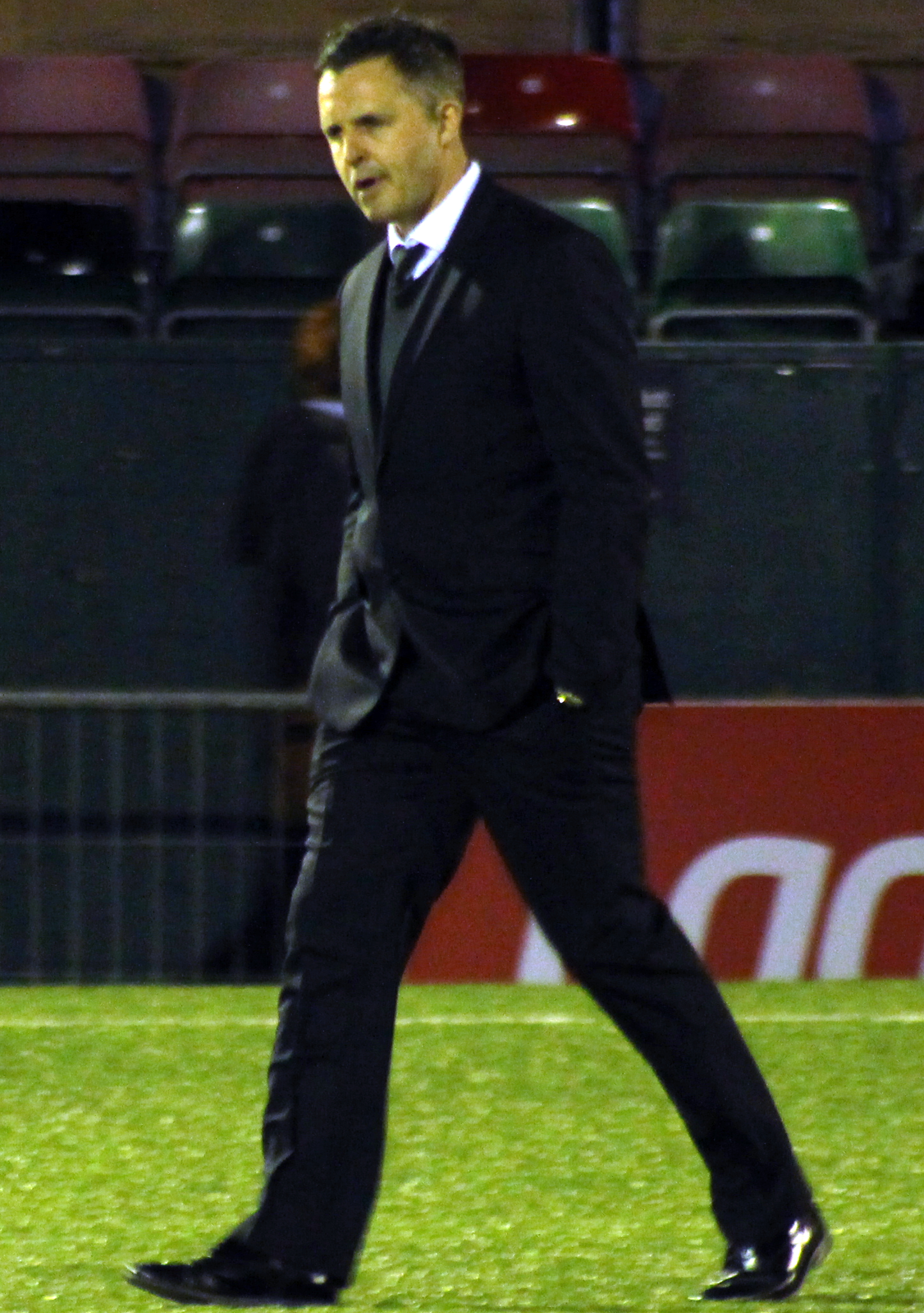
Paul Rowley, entraîneur de 2017 à 2018.
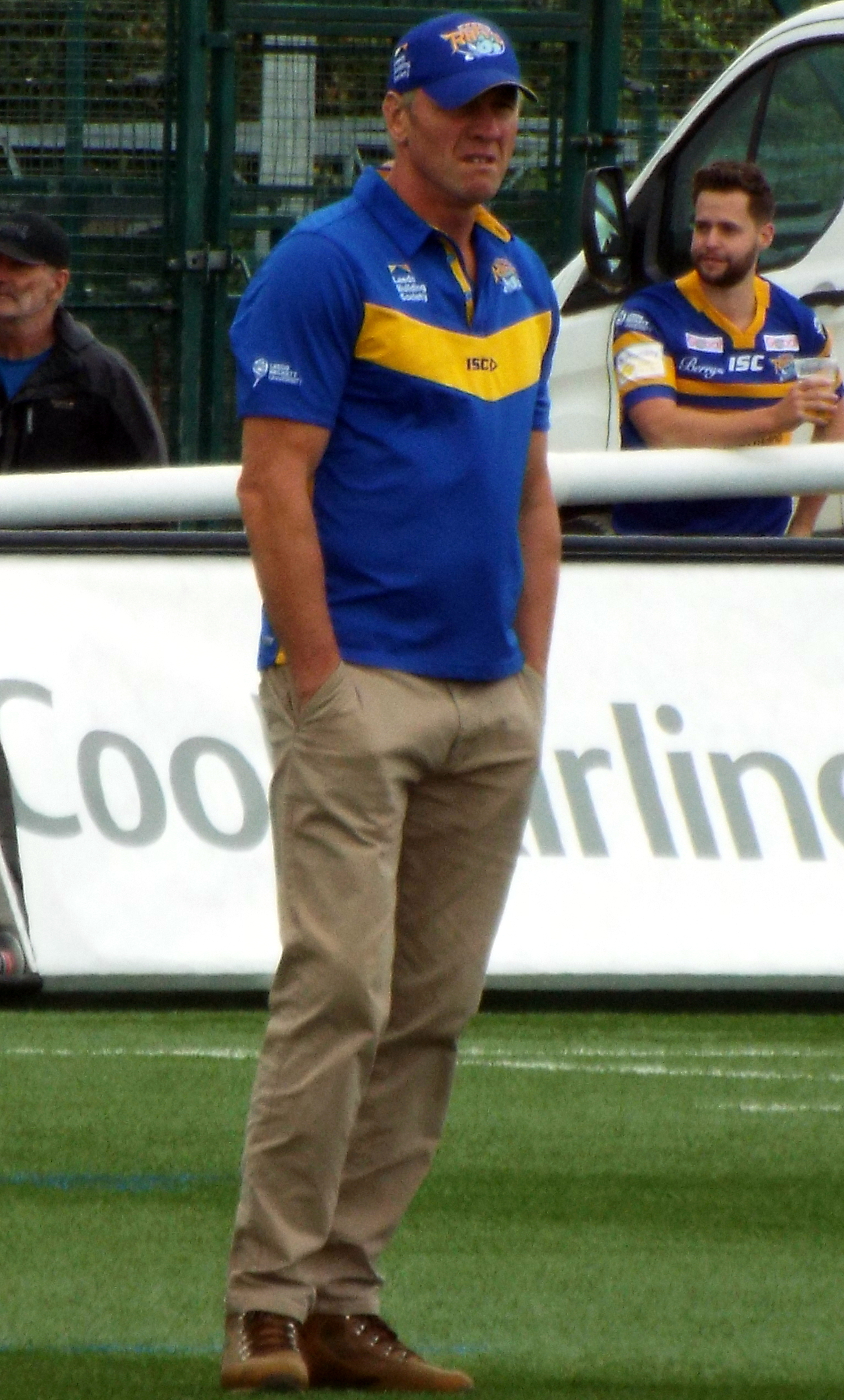
Brian McDermott, entraîneur depuis 2018.

### Joueurs emblématiques
Toronto a compté sur deux capitaines depuis sa création, Craig Hall en 2017 puis Josh McCrone à partir de 2018. Gareth O'Brien est désigné meilleur joueur de Championship en 2019

## Sponsoring
L'ensemble 2020 du Wolfpack Toronto  a été révélé avant le match de pré-saison de l'équipe contre les Tigres de Castleford le 19 janvier à Castleford, Royaume-Uni. Créé en collaboration avec le partenaire vestimentaire BLK, le nouveau design du maillot permet au Wolfpack de faire un grand pas en avant en 2020, tout en garantissant que les joueurs et les fans seront très fiers de leur première participation à la Super League.
Les maillots noirs et blanc arborent tous deux le contour du célèbre logo "tête de loup" du Wolfpack sur le devant. Le contour du logo évoque la férocité d'un loup à l'affût et la formation d'une meute forte et déterminée. Le jersey noir présente une nouvelle bordure dorée sur les manches et aussi sur les chaussettes, tandis que le jersey blanc a un col noir et présente le rouge canadien comme bordure sur les manches et les chaussettes.

## Bilan par saison
| Année       | Année       | Saison régulière League 1                                                                       | Saison régulière League 1                                                                       | Saison régulière League 1                                                                       | Saison régulière League 1                                                                       | Saison régulière League 1                                                                       | Saison régulière League 1                                                                       | Saison régulière League 1                                                                       | Saison régulière League 1                                                                       | Phase finale League 1                                                                           | Phase finale League 1                                                                           | Phase finale League 1                                                                           | Phase finale League 1                                                                           | Phase finale League 1                                                                           | Phase finale League 1                                                                           | Phase finale League 1                                                                           | Challenge Cup      |
| Année       | Année       | Class.                                                                                          | Points                                                                                          | MJ                                                                                              | V.                                                                                              | N.                                                                                              | D.                                                                                              | Pp.                                                                                             | Pc.                                                                                             | Perf.                                                                                           | MJ                                                                                              | V.                                                                                              | N.                                                                                              | D.                                                                                              | Pp.                                                                                             | Pc.                                                                                             | Performance        |
| Saison 2017 | Saison 2017 | 1er                                                                                             | 30                                                                                              | 15                                                                                              | 15                                                                                              | 0                                                                                               | 0                                                                                               | 916                                                                                             | 157                                                                                             | Champion                                                                                        | 7                                                                                               | 5                                                                                               | 1                                                                                               | 1                                                                                               | 248                                                                                             | 86                                                                                              | 5e tour            |
| Année       | Année       | Saison régulière Championship                                                                   | Saison régulière Championship                                                                   | Saison régulière Championship                                                                   | Saison régulière Championship                                                                   | Saison régulière Championship                                                                   | Saison régulière Championship                                                                   | Saison régulière Championship                                                                   | Saison régulière Championship                                                                   | The Qualifiers Championship/Super League                                                        | The Qualifiers Championship/Super League                                                        | The Qualifiers Championship/Super League                                                        | The Qualifiers Championship/Super League                                                        | The Qualifiers Championship/Super League                                                        | The Qualifiers Championship/Super League                                                        | The Qualifiers Championship/Super League                                                        | Challenge Cup      |
| Année       | Année       | Class.                                                                                          | Points                                                                                          | MJ                                                                                              | V.                                                                                              | N.                                                                                              | D.                                                                                              | Pp.                                                                                             | Pc.                                                                                             | Perf.                                                                                           | MJ                                                                                              | V.                                                                                              | N.                                                                                              | D.                                                                                              | Pp.                                                                                             | Pc.                                                                                             | Performance        |
| Saison 2018 | Saison 2018 | 1er                                                                                             | 41                                                                                              | 23                                                                                              | 20                                                                                              | 1                                                                                               | 2                                                                                               | 866                                                                                             | 374                                                                                             | Million Pound Game                                                                              | 8                                                                                               | 5                                                                                               | 0                                                                                               | 3                                                                                               | 138                                                                                             | 122                                                                                             | Huitième de finale |
| Saison 2019 | Saison 2019 | 1er                                                                                             | 52                                                                                              | 27                                                                                              | 26                                                                                              | 0                                                                                               | 1                                                                                               | 1010                                                                                            | 356                                                                                             | Champion                                                                                        | 2                                                                                               | 2                                                                                               | 0                                                                                               | 0                                                                                               | 64                                                                                              | 30                                                                                              | Ne participe pas   |
| Année       | Année       | Saison régulière Super League                                                                   | Saison régulière Super League                                                                   | Saison régulière Super League                                                                   | Saison régulière Super League                                                                   | Saison régulière Super League                                                                   | Saison régulière Super League                                                                   | Saison régulière Super League                                                                   | Saison régulière Super League                                                                   | Phase finale Super League                                                                       | Phase finale Super League                                                                       | Phase finale Super League                                                                       | Phase finale Super League                                                                       | Phase finale Super League                                                                       | Phase finale Super League                                                                       | Phase finale Super League                                                                       | Challenge Cup      |
| Année       | Année       | Class.                                                                                          | Points                                                                                          | MJ                                                                                              | V.                                                                                              | N.                                                                                              | D.                                                                                              | Pp.                                                                                             | Pc.                                                                                             | Perf.                                                                                           | MJ                                                                                              | V.                                                                                              | N.                                                                                              | D.                                                                                              | Pp.                                                                                             | Pc.                                                                                             | Performance        |
| Saison 2020 | Saison 2020 | Toronto se retire de la compétition pour raisons financières liées à la pandémie de coronavirus | Toronto se retire de la compétition pour raisons financières liées à la pandémie de coronavirus | Toronto se retire de la compétition pour raisons financières liées à la pandémie de coronavirus | Toronto se retire de la compétition pour raisons financières liées à la pandémie de coronavirus | Toronto se retire de la compétition pour raisons financières liées à la pandémie de coronavirus | Toronto se retire de la compétition pour raisons financières liées à la pandémie de coronavirus | Toronto se retire de la compétition pour raisons financières liées à la pandémie de coronavirus | Toronto se retire de la compétition pour raisons financières liées à la pandémie de coronavirus | Toronto se retire de la compétition pour raisons financières liées à la pandémie de coronavirus | Toronto se retire de la compétition pour raisons financières liées à la pandémie de coronavirus | Toronto se retire de la compétition pour raisons financières liées à la pandémie de coronavirus | Toronto se retire de la compétition pour raisons financières liées à la pandémie de coronavirus | Toronto se retire de la compétition pour raisons financières liées à la pandémie de coronavirus | Toronto se retire de la compétition pour raisons financières liées à la pandémie de coronavirus | Toronto se retire de la compétition pour raisons financières liées à la pandémie de coronavirus | 6e tour            |